# Misogada tridiscata
Misogada tridiscata är en fjärilsart som beskrevs av Paul Dognin 1923. Misogada tridiscata ingår i släktet Misogada och familjen tandspinnare. Inga underarter finns listade i Catalogue of Life.